# 23 juillet aux Jeux olympiques d'été de 2020
Navigation
Juillet :
- 21
- 22
- 23
- 24
- 25
- 26
- 27
- 28
- 29
- 30
- 31

Août : 
- 1er
- 2
- 3
- 4
- 5
- 6
- 7
- 8

Le vendredi 23 juillet aux Jeux olympiques d'été de 2020 est le jour de la cérémonie d'ouverture et le troisième jour de compétition.

## Programme
| Heure UTC+09:00 (Tokyo)                       |               |
| bleu                                          | Cérémonie     |
| neutre                                        | Épreuve       |
| or                                            | Finale        |
| orange                                        | Petite finale |
| rose                                          | Reporté       |
| gris                                          | Annulé        |
| Compétition masculine                         | Hommes        |
| Compétition féminine                          | Femmes        |
| Compétition mixte (hommes et femmes mélangés) | Mixte         |
| Compétition en couple (1 homme et 1 femme)    | Couple        |
| modifier                                      |               |

| Horaire | Discipline Spécialité | Discipline Spécialité            | Discipline Spécialité | Phase              | Résultats | Références |
| ------- | --------------------- | -------------------------------- | --------------------- | ------------------ | --------- | ---------- |
| 8 h 30  |                       | Aviron Skiff masculin            | Compétition hommes    | Séries             | -         | -          |
| 9 h     |                       | Tir à l'arc Individuel féminin   | Compétition femmes    | Tour de classement | -         | -          |
| 9 h 30  |                       | Aviron Skiff féminin             | Compétition femmes    | Séries             | -         | -          |
| 10 h 30 |                       | Aviron Deux de couple masculin   | Compétition hommes    | Séries             | -         | -          |
| 11 h    |                       | Aviron Deux de couple féminin    | Compétition femmes    | Séries             | -         | -          |
| 11 h 30 |                       | Aviron Quatre de couple masculin | Compétition hommes    | Séries             | -         | -          |
| 11 h 50 |                       | Aviron Quatre de couple féminin  | Compétition femmes    | Séries             | -         | -          |
| 13 h    |                       | Tir à l'arc Individuel masculin  | Compétition hommes    | Tour de classement | -         | -          |
| 20 h    |                       | Cérémonie d'ouverture            | -                     | Cérémonie          | -         | -          |